# Biberern

Wappen der Familie

Die Familie von Biberern oder Bieberehren war ein fränkisches Adelsgeschlecht.

## Geschichte
Namensgebender Sitz der Familie war Bieberehren. Aufgrund ihrer Besitzungen war sie im Ritterkanton Odenwald organisiert. 1418 war Agnes von Biberern Äbtissin im Kloster Frauental. Zu Zeiten des Genealogen Johann Gottfried Biedermann war die Familie schon lange ausgestorben. Er schließt den Stammbaum 1589. Mehrere Familienmitglieder standen im Dienste des Ansbacher Markgrafen.

## Wappen
Das Wappenschild zeigt einen Eselskopf auf silbernem Grund. Der Kopf wird meist Schwarz mit roten Ohren und roter Zunge beschrieben.